# Eupithecia karli
Eupithecia karli es una especie de polilla de la familia Geometridae. La especie fue descrita por primera vez por Vladimir G. Mironov y Ulrich Ratzel, habiendo sido descrita en 2008, con distribución en Cachemira. El holotipo de la especie fue descrita en el paso de montaña Fotu La, a aproximadamente 3700 metros (12 139,1 pies) de altitud. Algunos paratipos se han descrito en los alrededores de la región así como en las Himalayas de Pakistán, específicamente los montes Deosai a la altura de la aldea Bubin a 3150 metros (10 334,6 pies) de altitud y el área de los montes Nanga Parbat. El nombre deriva de Karl Ratzel, el padre del lepidopterólogo Ulrich Ratzel.

## Descripción
Es una polilla pequeña con una envergadura de 20 milímetros (0,8 plg) y de color girsáceo pálido. La frente, su vértice y el notum son de color blanquecino. Sus características morfológicas la ubican en el complejo de especies de la Eupithecia venosata y con cierta similitud a la E. silenicolata. E. karli se puede distinguir fácilmente de otras especies de este grupo por el color de fondo gris unicolor del ala anterior y sus dos o tres líneas transversales mediales bien visibles. La primera línea medial, de las cuales es la más gruesa, cruza oblicuamente el alargado núcleo discal.